# Bastonatura

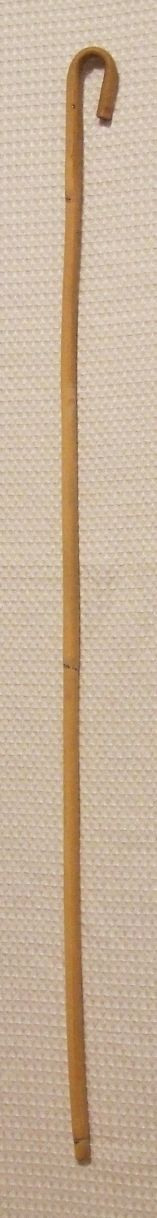
Esempio di canna (cane) per la bastonatura

La bastonatura (in inglese caning, letteralmente "prendere a colpi di canna", da cane, canna) è una delle forme di punizioni corporali, diffusa soprattutto in ambito educativo anglosassone e asiatico.
La bastonatura è ufficialmente costituito da un numero variabile di colpi di canna, di solito fatta di rattan, e applicata generalmente sulle natiche del colpevole (vedi sculacciata). La sua applicazione sulle spalle o la schiena è molto meno frequente. Come variante della fustigazione (tortura) può esser utilizzata anche per colpire la pianta dei piedi.
La dimensione e la flessibilità della canna, nonché la sua modalità d'applicazione e il numero dei colpi da infliggere variano notevolmente, potendo passare da un paio di pacche sopra i pantaloni di un bambino delle scuole elementari fino ad arrivare a due dozzine di colpi molto ben assestati come punizione giudiziaria nel sudest asiatico. 
La sottile canna generalmente utilizzata per le punizioni corporali non va poi confusa col normale bastone da passeggio, anch'esso a volte chiamata cane, ma che è invece più spesso e molto più rigido e ha molta più probabilità d'esser fatto d'un legno forte e resistente piuttosto che di canna. 

## Tipi di canne e terminologia
Canne per infliggere punizioni a fini disciplinari posson esser fabbricate di diverse dimensioni e durezza, questo per determinare la potenziale gravità della pena. I tipi principali sono distinti talvolta per gruppi d'età a cui sono destinati:
- Leggera. Canna di circa 8 mm di diametro e 60 cm di lunghezza, è chiamata junior cane; normalmente ritenuta sufficiente per punire i bambini delle scuole elementari (ma anche in età prescolare), pertanto conosciuta anche come canna da scuola. In America tuttavia, dove la paletta paddle (spanking) ha preso sempre più il posto della canna per l'imposizione della disciplina, il junior cane viene piuttosto utilizzata come bastone cerimoniale da passeggio durante le sfilate studentesche.
- "Senior cane". Un tipo più pesante di canna, circa 10 mm di spessore e 75–80 cm di lunghezza, usato per picchiare i ragazzini delle scuole medie
- La canna da riformatorio, riservato per i minorenni più incorreggibili, ha circa 12 mm di spessore e 90–120 cm di lunghezza. Spesso riservato per i detenuti più anziani delle prigioni destinate ai minori di 20 anni, anche se la fustigazione non è mai stata una punizione ufficialmente consentita all'interno dei riformatori.
- La canna di Singapore, utilizzato come punizione giudiziaria di criminali adulti in Malaysia, Brunei e Singapore; ha 1 cm di diametro e 1,2 m di lunghezza. Può causare ferite profonde e cicatrici permanenti se un gran numero di colpi viene assestato con la massima forza e violenza.

Esistono diverse varietà di Rattan (il nome della canna a Singapore), l'uno può esser preferito all'altro a causa della gravità intrinseca della colpa commessa. 
Contrariamente all'idea comune, il bambù non è adatto a creare canne per bastonatura, in quanto è troppo fragile e rigido e si rompe e frammenta facilmente. 

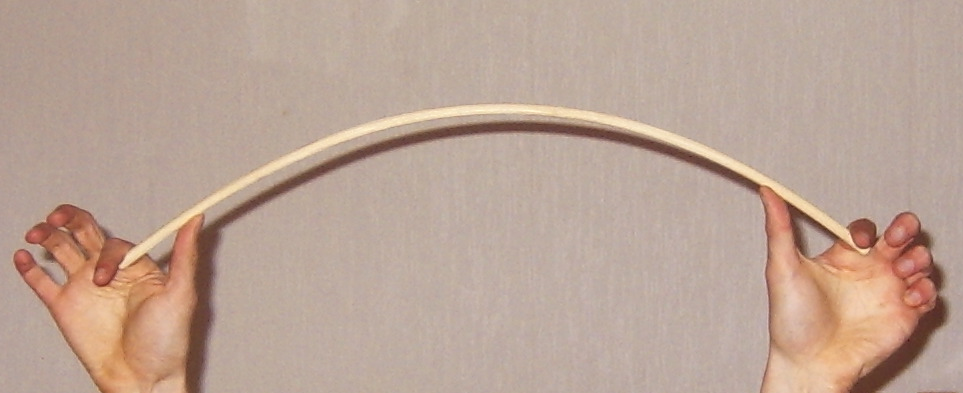
Prova di flessibilità del cane

## Ambito di utilizzo
La fustigazione con la canna era comunissima nelle scuole e all'interno del sistema carcerario in molte parti del mondo, questo per tutto il XIX secolo e anche per buona parte di quello successivo. Anche se oggi è stato bandito in gran parte dei paesi occidentali, rimane tuttavia legale ed è frequentemente usato come metodo disciplinare in casa, a scuola, all'interno d'istituzioni religiose, nel contesto giudiziario o militare in molte parti del mondo.
Molti film storici (tratti anche da romanzi importanti) d'ambientazione collegiale includono drammatiche scene di ragazzi bastonati crudelmente dagli insegnanti, tanto da contribuire alla percezione comune che vuole questa forma di punizione come centrale da sempre del sistema educativo britannico.

## Uso all'interno dell'istituzione scolastica
La frequenza e gravità delle punizioni tramite bacchettatura posson variare di molto nei diversi contesti educativi, e spesso è determinato dalle regole scritte o dalle tradizioni tramandate dei vari istituti. L'uso didattico in occidente della canna flessibile (o bacchetta, da cui bacchettate) risale principalmente alla seconda metà dell'Ottocento, sostituendo gradualmente il Birching (efficace solo se applicato sul sedere nudo del malcapitato): una canna flessibile fatta di rattan invece poteva fornire al trasgressore un notevole livello di dolore anche attraverso la stoffa dei pantaloni. Da questo momento non è più stato necessario quindi il denudamento del bambino o del ragazzo punito.
Questa forma di fustigazione come punizione scolastica è fortemente associato al mondo di lingua inglese, sebbene sia stato utilizzato anche in altri paesi europei non anglofoni in tempi precedenti, come i paesi della Scandinavia, la Germania e l'ex impero austro-ungarico.
In alcune scuole la punizione viene amministrata esclusivamente dal preside, mentre in altre il compito viene delegato anche ai semplici insegnanti. In molte prestigiose scuole private del Commonwealth, l'autorità di punire era anche tradizionalmente affidata ad alcuni studenti senior specificamente preposti e chiamati prefetti; con il Novecento l'istituto dei prefetti si trasferì anche in molte scuole pubbliche britanniche. I vantaggi di questo sistema erano la prontezza della pena (inflitta così appena commesso il fallo) e l'evitare di disturbare il personale docente con lievi questioni disciplinari. 
La bastonatura tramite canna veniva applicata per una vasta gamma di colpe, tra cui la mancanza di entusiasmo competitivo durante le attività sportive; con la pena che si ripeteva se necessario fino a quando le prestazioni del ragazzo trovato carente non fossero migliorate. A partire dalla fine del XIX secolo i prefetti utilizzavano la bastonatura anche per far rispettare la partecipazione dei più giovani e delle matricole ad altri caratteristici avvenimenti e aspetti della vita scolastica pubblica, primo fra tutti il bagno freddo obbligatorio durante i mesi invernali. 
Un altro vantaggio stimato era che i ragazzi che si fossero comportati male (carenze nella condotta o per atteggiamento irrispettoso nei confronti dei più grandi) sarebbero stati puniti in modo più molto efficace ricevendo la bastonatura da un prefetto piuttosto che da un insegnante, in quanto gli alunni si trovavano naturalmente più strettamente associati tra loro che col corpo docente, quindi anche l'impatto emotivo del fatto sarebbe stato maggiore e meglio conosciuta la colpa dai compagni. Tali sistemi non si sono limitati agli studenti delle scuole superiori, in quanto almeno dal 1860 in poi sempre più scuole preparatorie private han fatto affidamento sul self-government dominato dai prefetti anche nei confronti degli alunni più giovani delle elementari, con questo tipo di fustigazione come punizione standard anche per fatti minori. Bisogna anche dire però che il destinatario della pena non veniva mai in alcun modo umiliato gratuitamente a seguito di ciò, né v'era alcun senso d'indegnità nell'aver subito la "giusta punizione" (questo almeno a detta delle testimonianze e ricordi dei soggetti coinvolti).
Però, già a partire dagli anni venti del Novecento, la tradizione prefettizia presso le scuole pubbliche dell'impero britannico (con uso generoso di punizioni corporali dei nuovi alunni anche per reati banali), cominciava a essere criticata dagli psicologi in quanto inducente "un elevato stato di eccitazione nervosa" in alcuni dei ragazzi sottoposti a tale regime: s'è cominciato pertanto a ritenere che concedere ad adolescenti senza alcun controllo o supervisione esterna il potere di imporre bastonature complete ai loro compagni più piccoli ogni qual volta avessero voluto, avrebbe anche potuto aver effetti psicologici negativi.
Alcune scuole private d'élite inglesi ancora nel 1960 consentivano ai prefetti di somministrare la fustigazione tramite caning, a seguito di colpe come la trasandatezza e il non aver tenuto in dovuta cura l'uniforme scolastica. Questo fino a che la questione non fu sollevata addirittura in parlamento nel 1969. 
Il caning eseguito su bambini della scuola primaria statale era estremamente raro, preferendo generalmente l'insegnante far uso di schiaffi o bacchettate sulle mani, in alternativa lo slippering (sculacciata usando una suola di scarpa).
Come i loro omologhi britannici, anche le scuole private del Sudafrica hanno per molti decenni dato libertà di sfogo ai prefetti, i quali amministravano tale tipo di bastonatura senza alcuna remora sui più giovani tra i loro compagni ogni volta che lo ritenevano più opportuno, questo almeno a partire dalla fine del XIX secolo. Gli istituti sudafricani hanno continuato a usare la canna per costringere i più riottosi a impegnarsi di più durante gli eventi sportivi della loro scuola: la fustigazione dei ragazzi per errori di gioco, mancanza di spirito di squadra (o per non aver tifato caldamente e applaudito le prestazioni del proprio team) o per sconfitte subite durante incontri importanti sono stati all'ordine del giorno fino agli ultimi anni del Novecento.
L'uso di qualsiasi punizione corporale all'interno del contesto scolastico è stata proibita in tutto il paese solo a partire dal 1996.
In molti licei statali in Inghilterra e Galles il "rituale del caning" è stato d'uso comune, soprattutto nei confronti di studenti maschi, fino al 1987; mentre in Scozia si è sempre preferita la scudisciata di righello sul palmo aperto della mano.
Fino a quando fu in uso, la bastonatura era somministrata generalmente come "cerimonia ufficiale" privata all'interno dell'ufficio del preside, sopra i pantaloni e con lo studente chino sulla scrivania o su una sedia. Di solito la pena massima era costituita da 6 colpi sferrati col massimo della forza possibile (il tutto noto come six of the best). 
Una tale bastonatura lasciava generalmente il colpevole, subito dopo l'immediato e intensissimo dolore, con lividi e contusioni che potevano durare anche per molti giorni. 
Le studentesse sono sempre state frustate molto più raramente dei loro compagni maschi e, quando veniva data da un docente uomo, era quasi sempre sul palmo delle mani; ma se risultava assolutamente necessario era eseguito da una donna. Questa fustigazione come punizione per mancanze ai "doveri dello studio" è ancora di routine in un certo numero di ex territori britannici, comei per esempio Singapore (vedi Fustigazione a Singapore), Malaysia e lo Zimbabwe. Fino a pochi anni fa era d'uso comune anche in Australia (ora vietato nelle scuole pubbliche e abolito in pratica dalla stragrande maggioranza di quelle private), Nuova Zelanda (vietato dal 1990) e Sudafrica (vietato in tutti gl'istituti d'ogni ordine e grado, sia pubblici sia privati nel 1996). Nel Regno Unito qualsiasi tipo di punizione fisica nelle scuole private è stata abolita tra il 1999 e il 2003.
La canna è stata utilizzata anche più o meno frequentemente sui ragazzi detenuti nei riformatori giovanili, con sicurezza fino al 1970, ed era metodo conosciuto e approvato. Qui anche le ragazze potevano essere sculacciate a colpi di canna.
Durante l'Ottocento s'era tentato d'introdurne e diffonderne l'uso anche in Francia, seguendo l'esempio delle scuole inglesi, ma tale metodo di correzione non è mai davvero riuscito a imporsi in quanto gli studenti francesi vi si opponevano strenuamente. 

### Uso in ambito giudiziario
La fustigazione penale somministrata con un lungo e pesante bastone fatto di rattan ha generalmente conseguenze molto più gravi rispetto ai caning eseguiti all'interno dell'ambiente scolastico: era una caratteristica di alcuni sistemi giudiziari coloniali inglesi, anche se la canna non è mai stata utilizzata nelle carceri in Gran Bretagna (fino alla sua abolizione nel 1948, al cane si preferiva il birching o il gatto a nove code). 
In alcuni paesi la bastonatura ha continuato a essere largamente usata anche dopo il termine del periodo coloniale inglese, in particolare nel sudest asiatico e in alcuni paesi africani. La pratica è mantenuta, per i trasgressori di sesso maschile, nel codice penale di Malaysia, Singapore e Brunei: in Malaysia vige anche un sistema separato di tribunali religiosi esclusivamente per i musulmani, il quale può ordinare una forma più o meno lieve di fustigazione sia per gli uomini sia per le donne. 
In Indonesia il caning è invece stato introdotto solo di recente, come caso particolare ad Aceh (sull'isola di Sumatra), che a partire dal 2005 a seguito d'una parziale autonomia regionale ha legalizzato una forma di sharia per i cittadini di religione islamica: si può pertanto usare la canna da zucchero per colpire i colpevoli sopra i vestiti, uomini o donne che siano.
I paesi africani che continuano ad aver all'interno del loro codice giudiziario la bastonatura tramite caning sono Botswana, Tanzania, Nigeria e, solo per i minorenni, vige anche in Swaziland e Zimbabwe. Altri paesi che l'hanno utilizzata fino alla fine del XX secolo, per lo più contro colpevoli di reati più o meno gravi di sesso maschile, comprendono Kenya, Uganda e Sudafrica; mentre alcuni paesi caraibici come Trinidad e Tobago fanno uso del birching, un altro tipo di punizione della tradizione britannica che comporta l'uso non più d'un singolo bastone bensì d'un fascio di rami intrecciati tra loro.
In Malesia, Brunei e Singapore qualsiasi maschio sano di età inferiore ai 50 anni può essere condannato a un massimo di 24 colpi di rotan (sinonimo di cane) fatto di canna di rattan sulle natiche nude: questa punizione è obbligatoria per molti reati, per lo più crimini violenti o droga, ma vige anche ad esempio per la violazione delle leggi sull'immigrazione, reati sessuali e (a Singapore) per atti di vandalismo. È inoltre imposto per violazione delle regole della prigione: la pena viene indistintamente applicata anche eventualmente a cittadini stranieri. 
Due esempi di stranieri che han ricevuto il caning sono quelli di Michael P. Fay a Singapore nel 1994 (uno studente americano che s'era divertito a distruggere parecchie automobili parcheggiate in strada) e di Sarah Balabagan nel 1996 negli Emirati Arabi Uniti (una cameriera filippina accusata di omicidio).
La fustigazione con la canna è utilizzata anche all'interno delle forze armate di Singapore per punire reati gravi contro la disciplina militare, soprattutto nel caso di giovani recalcitranti al servizio di leva obbligatorio: a differenza della bastonatura giudiziaria la punizione viene eseguita sopra i pantaloni dei soldati. 

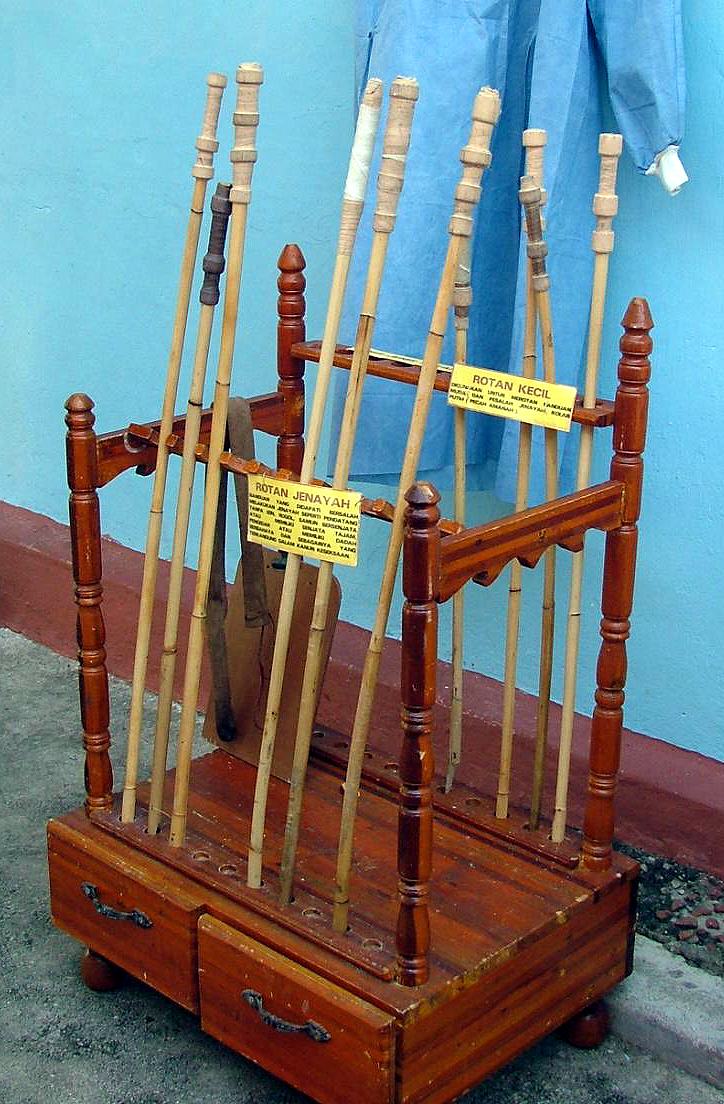
Esposizione di canne da bastonatura, carceri della Malesia

### Uso volontario come rituale erotico
Questo tipo di fustigazione può infine anche far parte delle attività sadomaso praticate da adulti in maniera consensuale.

## Effetti
La bastonatura con un pesante rattan giudiziario di Singapore può lasciare cicatrici permanenti; ciò non accade con il bastone ordinario usato in famiglia o a scuola per picchiare i bambini, che, seppur doloroso al momento, lascia solo lividi rossastri o ammaccature temporanee che scompaiono dopo pochi giorni.